# Liste des cols des Alpes-Maritimes
Liste non exhaustive des cols des Alpes-Maritimes :
| Nom                          | Massif  | Altitude (mètres) | Type                                    | Fermeture hivernale | Géolocalisation                     | Remarque |
| ---------------------------- | ------- | ----------------- | --------------------------------------- | ------------------- | ----------------------------------- | --- |
| Col du Barn                  | Alpes   | 2452              | pédestre                                | n/a                 | 44° 07′ 00″ N, 7° 12′ 06″ E         | |
| Baisse du Basto              | Alpes   | 2693              | pédestre                                | n/a                 | 44° 05′ 47″ N, 7° 25′ 39″ E         | |
| Col du Blainon               | Alpes   | 2014              | pédestre                                | n/a                 | 44° 12′ 32″ N, 6° 56′ 36″ E         | |
| Col de la Bonette            | Alpes   | 2715              | routier                                 | oui                 | 44° 19′ 35,83″ N, 6° 48′ 26,78″ E   | |
| Col de Braus                 | Alpes   | 1002              | routier                                 | non                 | 43° 52′ 21,29″ N, 7° 23′ 57,21″ E   | |
| Col de la Cadière            | Esterel | 241               | routier                                 | non                 | 43° 29′ 41,99″ N, 6° 54′ 13,64″ E   | |
| Col de Castillon             | Alpes   | 728               | routier                                 | non                 | 43° 50′ 22,25″ N, 7° 27′ 36,36″ E   | |
| Pas de la Cavale             | Alpes   | 2671              | pédestre                                | n/a                 | 44° 21′ 23″ N, 6° 52′ 49″ E         | |
| Col de la Cayolle            | Alpes   | 2326              | routier                                 | oui                 | 44° 15′ 33,2″ N, 6° 44′ 38,22″ E    | Limite entre les Alpes-Maritimes et les Alpes-de-Haute-Provence                                                             |
| Col de Cerise                | Alpes   | 2543              | pédestre                                | n/a                 | 44° 08′ 30,11″ N, 7° 17′ 02,76″ E   | |
| Col de Châteauneuf de Contes | Alpes   | 627               | routier                                 | non                 | 43° 48′ 01,58″ N, 7° 17′ 34,52″ E   | |
| La Colette                   | Alpes   | 1039              | routier                                 | non                 |                                     | |
| Pas de Colomb                | Alpes   | 2548              | pédestre                                | n/a                 | 44° 06′ 04″ N, 7° 23′ 11″ E         | |
| Col de la Couillole          | Alpes   | 1678              | routier                                 | non                 | 44° 06′ 01,05″ N, 7° 01′ 22,66″ E   | |
| Pas de la Croix Blanche      | Alpes   |                   | pédestre                                | n/a                 | 44° 20′ 08″ N, 6° 52′ 48″ E         | |
| Col de Crousette             | Alpes   | 2490              | pédestre                                | n/a                 | 44° 08′ 57″ N, 6° 57′ 02″ E         | |
| Baisse de la Déa             | Alpes   | 1750              | pédestre                                | n/a                 | 43° 57′ 09″ N, 7° 27′ 17″ E         | |
| Pas du Diable                | Alpes   | 2430              | pédestre                                | n/a                 | 44° 02′ 49″ N, 7° 25′ 53″ E         | |
| Baisse de Druos              | Alpes   | 2628              | pédestre                                | n/a                 | 44° 11′ 31″ N, 7° 11′ 32″ E         | Frontière France-Italie |
| Col de l'Espaul              | Alpes   | 1748              | routier                                 | non                 |                                     | |
| Col de l'Esquillon           | Esterel | 83                | routier                                 | non                 | 43° 29′ 15,22″ N, 6° 56′ 39,37″ E   | |
| Col d'Èze                    | Alpes   | 507               | routier                                 | non                 | 43° 44′ 02,56″ N, 7° 20′ 47,98″ E   | |
| Pas de la Faye               | Alpes   | 981               | routier                                 | non                 | 43° 42′ 40,88″ N, 6° 50′ 14,77″ E   | |
| Col de Fenestre              | Alpes   | 2474              | pédestre                                | n/a                 | 44° 07′ 03″ N, 7° 21′ 37″ E         | |
| Col du Fer                   | Alpes   |                   | pédestre                                | n/a                 | 44° 19′ 36″ N, 6° 56′ 15″ E         | Frontière France-Italie |
| Col des Fourches             | Alpes   | 2261              | pédestre                                | n/a                 | 44° 20′ 02,202″ N, 6° 52′ 16,183″ E | |
| Collet du Gasq               | Alpes   | 738               | routier                                 | non                 |                                     | |
| Collet du Guérin             | Alpes   | 1638              | routier                                 | non                 |                                     | |
| Pas des Ladres               | Alpes   | 2448              | pédestre                                | n/a                 | 44° 06′ 44″ N, 7° 21′ 12″ E         | |
| Col du Lausfer               | Alpes   | 2430              | pédestre                                | n/a                 | 44° 13′ 19″ N, 7° 05′ 27″ E         | Frontière France-Italie |
| Col de la Lombarde           | Alpes   | 2351              | routier                                 | oui                 |                                     | Frontière France-Italie |
| Pas du Morgon                | Alpes   | 2714              | pédestre                                | n/a                 | 44° 19′ 58″ N, 6° 55′ 35″ E         | Frontière France-Italie |
| Col des Moulines             | Alpes   | 1981              | pédestre                                | n/a                 | 44° 07′ 56″ N, 6° 59′ 40″ E         | |
| Col du Pilon                 | Alpes   | 780               | routier                                 | non                 |                                     | |
| Col du Pouriac               | Alpes   | 2506              | pédestre                                | n/a                 | 44° 21′ 29,753″ N, 6° 54′ 12,922″ E | Frontière France-Italie |
| Pas du Préfouns              | Alpes   | 2615              | pédestre                                | n/a                 | 44° 10′ 15″ N, 7° 13′ 53″ E         | Frontière France-Italie |
| Col de Raus                  | Alpes   | 1999              | pédestre                                | n/a                 | 44° 01′ 31″ N, 7° 24′ 50″ E         | |
| Col du Saboulé               | Alpes   | 2460              | pédestre                                | n/a                 | 44° 13′ 49″ N, 7° 04′ 50″ E         | Frontière France-Italie |
| Pas de Sainte-Anne           | Alpes   | 2308              | pédestre                                | n/a                 | 44° 13′ 09″ N, 7° 06′ 15″ E         | Frontière France-Italie |
| Col Saint-Antoine            |         | 193               | routier                                 | non                 |                                     | |
| Col Saint-Martin             | Alpes   | 1503              | routier                                 | non                 |                                     | |
| Col Saint-Roch               | Alpes   | 991               | routier                                 | non                 |                                     | |
| Col Sainte-Anne              | Alpes   | 1551              | routier                                 | non                 |                                     | |
| Col de Salèse                | Alpes   | 2031              | pédestre/routier                        | oui                 | 44° 08′ 15,81″ N, 7° 14′ 08,25″ E   | Stationnement sous le col nécessitant une autorisation du Parc du Mercantour. Le col relie Mollières à Saint-Martin-Vésubie |
| Col de Tende                 | Alpes   | 1871              | chemin -tunnels routier et ferroviaire- | oui                 |                                     | |
| Col des Trois Termes         | Esterel | 303               | routier                                 | non                 |                                     | |
| Col de Turini                | Alpes   | 1604              | routier                                 | oui                 | 43° 58′ 40,08″ N, 7° 23′ 30,12″ E   | |
| Col de Val Ferrière          | Alpes   | 1169              | routier                                 | non                 |                                     | |
| Col de Valberg               | Alpes   | 1669              | routier                                 | non                 |                                     | |
| Baisse de Valmasque          | Alpes   | 2549              | pédestre                                | n/a                 | 44° 04′ 49″ N, 7° 26′ 19″ E         | |
| Col de Veillos               | Alpes   | 2194              | pédestre                                | n/a                 | 44° 06′ 14″ N, 7° 11′ 19″ E         | |
| Col de Vence                 | Alpes   | 962               | routier                                 | non                 |                                     | |